# Lowri
Lowri ist ein weiblicher Vorname.
Er ist die walisische Variante von Laurel.

## Bekannte Namensträgerinnen
- Lowri Evans, britische EU-Beamtin
- Lowri Roberts (* 1997), walisische Squashspielerin

Siehe auch:
- Lowrie